# The Students' Night Out
The Students' Night Out è un cortometraggio muto del 1914 diretto da W.P. Kellino.

## Trama
Al Music Hall, tre studenti che hanno alzato il gomito disturbano lo spettacolo.

## Produzione
Il film fu prodotto dalla EcKo.

## Distribuzione
Distribuito dall'Universal Pictures, il film - un cortometraggio di 150,27 metri - uscì nelle sale cinematografiche britanniche nel gennaio 1914.